# Oscar Matus
Manuel Oscar Matus (Guaymallén, 7 de julio de 1927 - París, 29 de enero de 1991), fue un compositor musical y guitarrista de música folklórica argentina originario de Guaymallén, en la provincia de Mendoza. Al comenzar la década de 1960 fue uno de los fundadores del Movimiento del Nuevo Cancionero, junto a su esposa Mercedes Sosa, Armando Tejada Gómez y Tito Francia. Estuvo casado con Mercedes Sosa y tuvieron un hijo, Fabián Matus.
Produjo de manera independiente el primer álbum de Mercedes Sosa y en los primeros álbumes de esta cantante se incluyen gran cantidad de sus temas.
Mantuvo una sociedad artística con el poeta Armando Tejada Gómez con quien compuso numerosas canciones, como Selva sola, El río y tú, El viento duende, La Pancha Alfaro, La zafrera, La zamba del riego, Los hombres del río, Nocturna, Zamba de los humildes, Tropero padre, Zamba de la distancia, etc.

## Discografía
- Testimonial del nuevo cancionero (1965), con Armando Tejada Gómez
- Matuseando (1967), con Rodolfo Mederos
- Poemas y Canciones (1977), con Ada Matus
- L'ame de un peuple qui chante (1976), con Ada Matus